# 米切爾鎮區 (北卡羅萊納州伯蒂縣)
米切爾鎮區（英語：Mitchell Township）是位於美國北卡羅萊納州伯蒂縣的一個鎮區。

## 地方資料
米切爾鎮區的面積為170.42平方千米，皆為陸地。根據2020年美國人口普查的數據，當地共有人口2360人，而人口密度為每平方千米13.85人。